# Daniel Dujshebaev
Daniel Dujshebaev Dobichebaeva (em russo: Daniel Talantovič Dujshebaev/Даниел Талантович Дуйшебаев; Santander, 4 de julho de 1997) é um jogador de handebol espanhol.

## Carreira
Sua mãe é descendente de russos, e seu pai, Talant Dujshebaev, que é um ex-jogador de handebol e atual treinador, é descendente de quirguizes. Seu irmão Alex Dujshebaev também é jogador de handebol.
Assim como o irmão, cresceu e treinou como atleta em Ciudad Real. Começou jogando nas pedreiras do BM Prado Marianistas, BM Ciudad Real e Atlético de Madrid. Em 2013 passou a fazer parte da equipa juvenil do FC Barcelona, com quem se estreou na Liga ASOBAL. Porém, aqui não teve destaque suficiente na categoria máxima, por isso foi contratado pelo BM Atlético Valladolid. Neste clube teve um início de temporada irregular. Porém, no verão de 2017, assinou pelo Vive Tauron Kielce, um dos principais times da Europa.
Com a seleção nacional conquistou a medalha de ouro no Campeonato Europeu Júnior Masculino de Handebol 2016. No verão de 2017 foi emprestado ao esloveno RK Celje, aos 12 anos, após conquistar a medalha de ouro no Campeonato Mundial Júnior de Handebol Masculino de 2017. Foi convocado pela seleção nacional para o Campeonato Europeu de Handebol Masculino de 2018, onde conquistou a medalha de ouro pela seleção espanhola.
Nos Jogos Olímpicos de Verão de 2024, em Paris, conquistou a medalha de bronze no torneio masculino do handebol, após vencer confronto contra a equipe eslovena por 23–22 na disputa pelo terceiro lugar.